# Dąbrówka (Janów)
Pour les articles homonymes, voir Dąbrówka.
Dąbrówka est une localité polonaise de la voïvodie de Podlachie et du powiat de Sokółka.